# Шапка Казанская
Ша́пка Каза́нская — золотой филигранный венец из числа регалий русских царей — царских шапок, хранящихся в Оружейной палате Московского Кремля. Этот венец был изготовлен для первого русского царя Ивана Васильевича сразу после покорения и присоединения Казанского ханства к Московскому государству (1552) и принятия Иваном титула царя казанского. Точных сведений о том, когда и кем был изготовлен венец, нет. Существует версия, что её изготовили ювелиры покорённого ханства.
При изготовлении шапки использовалось золото, серебро, драгоценные камни, жемчуг, мех. Применены следующие ювелирные приёмы: чеканка, литьё, резьба, чернь, эмаль. Золотая тулья украшена мелким цветочным черневым орнаментом, исполненным в «восточном» стиле. Рядами к ней прикреплены резные кокошники — очень похожие на «городки», весьма распространённые в русской архитектуре и прикладном искусстве. В центре каждого «городка» — крупный драгоценный камень или большая жемчужина. Венчает шапку жёлтый сапфир (яхонт) в 90 каратов.
В описи 1642 года, составленной по указу царя Михаила Фёдоровича, перечисления примет Казанской шапки следующие: «Шапка Казанская золотая с чернью, городы прорезные золоты, в ней каменье лалы и бирюзы и зерна гурмицкие в гнездех; наверху на спне камень лал, под каменем и поверх каменя два зерна гурмицких больших; пушена соболем, подложена атласом червчатым. Влагалище бархат черн, внутри бархат червлен, петли и ручки серебряны, белы. Из тое шапки лал снят и положен на новую шапку, которая делана при Ефиме Телепневе в 1627 г., а в то место положен тумпаз желт».
В описи царской казны 1682 года значится: «Шапка золотая сканная с чернью Казанскаго Царя Симеона, на ней наверху яхонт желт; наверху и на исподе яхонта, два зерна гурмицких, в ней тридцать три лала, осьмнадцать бирюз да двенадцать бирюзок маленьких, двенадцать зерен половинчатых, влагалище деревянное оклеено сверху бархатом зелёным, изнутри тафтою червчатою».
Два зерна жемчужных, десять рублев.
На верхнем яблоке двенадцать яхонтовых искор красных, цена по десяти алтын камень, итого три рубля двадцать алтын.
Двадцать бирюз, цена рубль.
На всей шапке четырнадцать лалов, по четыре рубли камень итого пятьдесят шесть рублев.
Осьмнадцать бирюз, цена всем три рубли.
Двенадцать зерен жемчюжных половинчатаго бурмицкаго, двенадцать рублев.
Весом та шапка золото с каменьем и жемчюгом, и с серебром — четыре фунта семьдесят шесть золотников.
Золота положено на пример четыре фунта, а золотниками иметца триста восемьдесят четыре золотника по рублю по десяти алтын золотник, итого четыре ста девяносто девять рублев шесть алтын четыре деньги.
Всего той шапке цена: шесть сот восемьдесят
четыре рубли двадцать алтын.
Изображение Казанской шапки венчает гербовой щит Казанского царства в Большом гербе Российской империи.
В современном гербе города Казани Казанская шапка также венчает щит.
|                                  |  |                         |  |                                                     |
| На экспозиции в Оружейной палате |  | Современный герб Казани |  | Иллюстрация из «Древностей Российского государства» |